# Nanomitrium
Nanomitrium là một chi rêu trong họ Ephemeraceae.